# 胡安·博塔索
胡安·博塔索（義大利語：Juan Botasso，1908年10月23日—1950年10月5日），阿根廷男子足球运动员，场上位置是守门员。他曾代表阿根廷国家队参加1930年国际足联世界杯，结果队伍获得亚军。